# Micropterus notius
Micropterus notius és una espècie de peix pertanyent a la família dels centràrquids.

## Descripció
- Pot arribar a fer 40 cm de llargària màxima (normalment, en fa 21,3) i 1.750 g de pes.[5]
- Boca grossa.
- La seua coloració és molt similar a la de la perca americana (Micropterus salmoides).
- Els mascles reproductors desenvolupen un color turquesa brillant a les galtes, el pit i el ventre.[6]
- 16 radis a l'aleta pectoral, 12-13 a la dorsal i 10-11 a l'anal.[7][8][9][10]

## Hàbitat
És un peix d'aigua dolça, demersal i de clima subtropical (31°N-29°N).

## Distribució geogràfica
Es troba a Nord-amèrica: conques dels rius Suwannee (Florida) i Ochlockonee (Florida i Geòrgia).

## Observacions
És inofensiu per als humans.